# Mehmet Ekici
Mehmet Ekici (Monaco, 25 marzo 1990) è un ex calciatore tedesco naturalizzato turco, di ruolo centrocampista.

## Palmarès

### Club
- Campionato tedesco: 1

Bayern Monaco: 2009-2010
- Coppa di Germania: 1

Bayern Monaco: 2009-2010